# Ladislav Rybánsky
Ladislav Rybánsky (ur. 19 grudnia 1984 w Šali) – słowacki piłkarz występujący na pozycji bramkarza w Békéscsaba 1912 Előre.

## Kariera
Rybánsky jest wychowankiem Spartaka Trnawa. Z macierzystego zespołu, gdzie przez kilka lat nie przebił się do pierwszej kadry, był dwukrotnie wypożyczany do FKM Nové Zámky, grającego w niższych ligach słowackich. Po raz pierwszy wystąpił w bramce Spartaka w meczu najwyższej klasy rozgrywkowej w sezonie 2007/2008.
W 2010 roku przeniósł się na Węgry, gdzie występował w trzech klubach Nemzeti Bajnokság I – dwie rundy spędził w Kecskeméti TE (zdobył tam Puchar Węgier 2010/2011), następnie w 2012 r. trafił do BFC Siófok, zaś w sezonie 2012/2013 był podstawowym bramkarzem Diósgyőri VTK.
W 2013 roku podpisał kontrakt z drużyną Ekstraklasy – Podbeskidziem Bielsko-Biała. Następnie grał w FKM Nové Zámky, ŠKF Sereď, Mezőkövesd-Zsóry SE i Várda SE. W 2016 przeszedł do Békéscsaba 1912 Előre.